# Manchaca (Texas)
Manchaca es un lugar designado por el censo ubicado en el condado de Travis en el estado estadounidense de Texas. En el Censo de 2010 tenía una población de 1.133 habitantes y una densidad poblacional de 226,43 personas por km².

## Geografía
Manchaca se encuentra ubicado en las coordenadas 30°8′7″N 97°50′11″O / 30.13528, -97.83639. Según la Oficina del Censo de los Estados Unidos, Manchaca tiene una superficie total de 5 km², de la cual 5 km² corresponden a tierra firme y (0%) 0 km² es agua.

## Demografía
Según el censo de 2010, había 1.133 personas residiendo en Manchaca. La densidad de población era de 226,43 hab./km². De los 1.133 habitantes, Manchaca estaba compuesto por el 82.26% blancos, el 1.5% eran afroamericanos, el 1.94% eran amerindios, el 0.88% eran asiáticos, el 0.53% eran isleños del Pacífico, el 10.77% eran de otras razas y el 2.12% pertenecían a dos o más razas. Del total de la población el 32.13% eran hispanos o latinos de cualquier raza.

## Educación

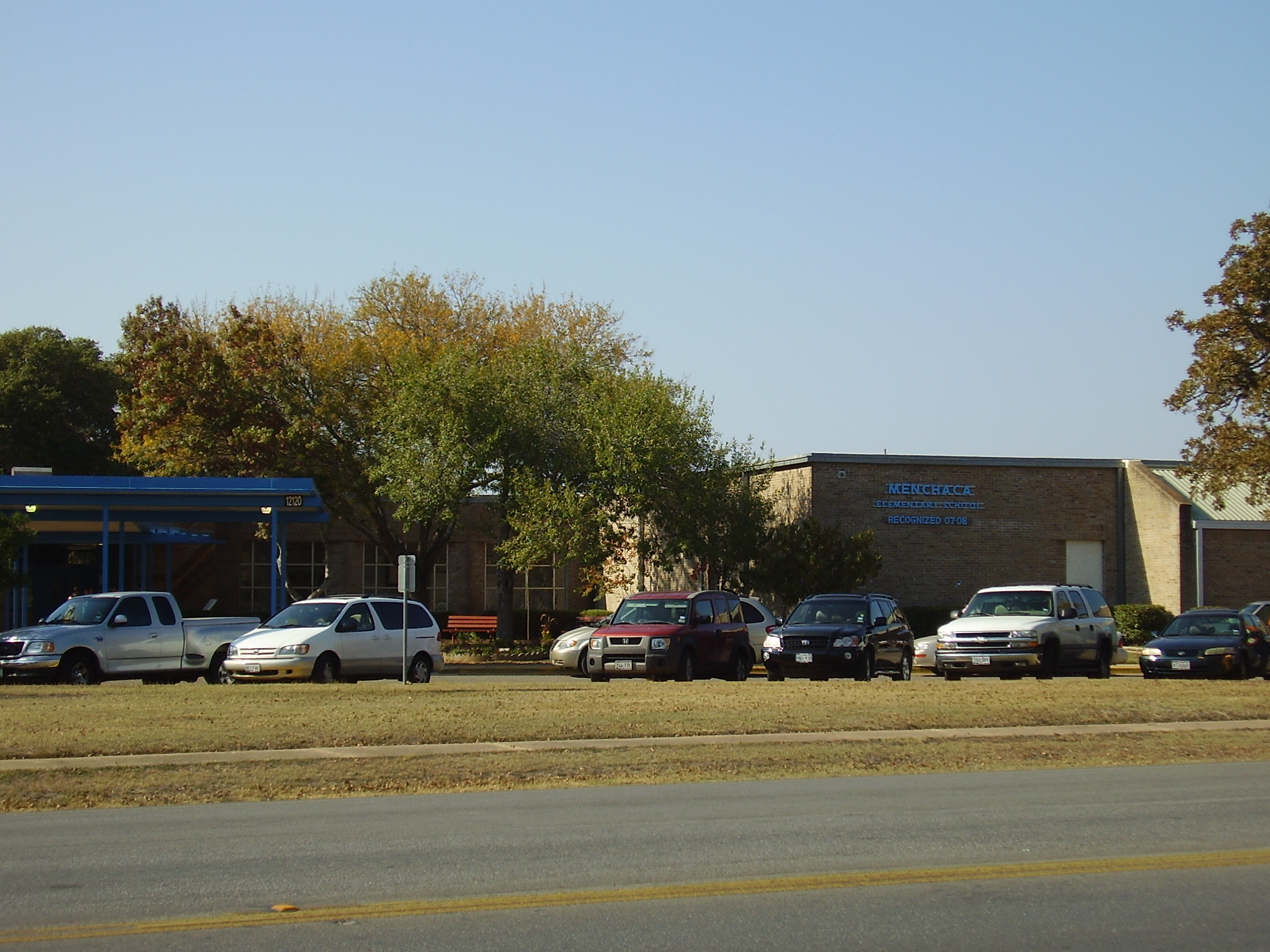
Escuela Primaria Menchaca

El Distrito Escolar Independiente de Austin sirve Manchaca. Escuela Primaria Menchaca, Escuela Media Paredes, y Escuela Preparatoria Akins sirven Manchaca.